# Phil Cavarretta
Philip Joseph Cavarretta (Chicago, Illinois, 19 de julio de 1916-Lilburn, Georgia, 18 de diciembre de 2010), más conocido como Phil Cavarretta, fue un jugador profesional estadounidense de béisbol que se desempeñó en la posición de primera base en las Grandes Ligas de Béisbol (MLB). Logró obtener el premio MVP (jugador más valioso).

## Carrera
Cavarretta jugó como profesional veinte temporadas en Chicago Cubs (1934-1953), después pasó a Chicago White Sox, donde jugó dos temporadas (1954-1955), y fue el equipo en el que se retiró.

## Premios
Fue galardonado con el MVP (jugador más valioso) en una oportunidad (1945).